# 埃娃·奥卡罗
埃娃·奥卡罗（英語：Eva Okaro，2006年11月10日—），英国女子游泳运动员，2023年欧洲青年游泳锦标赛女子4×100米自由泳接力铜牌得主、2024年世界短池游泳锦标赛女子4×100米混合泳接力银牌得主。